# MOMENT RING
《MOMENT RING》是μ's的单曲，2016年3月2日由Lantis发行。該單曲也是μ's在2016年4月舉辦Final Live前的最後一張單曲。

## 概要
2015年12月5日，μ's在TOKYO MX、NICONICO和万代频道同步播出的特别节目中公布了最终单曲发布的消息。该单曲也是“LoveLive! μ's感谢企划”（LoveLive! μ's ありがとう Project）的一部分。
2016年2月，官方在《电击G's magazine》2016年3月号上公开了单曲封面，随后又公开了单曲名称，并发布了试听影片。特典方面，初回生产限定版附赠了《Love Live! 学园偶像祭》的人物兑换码（共3种，每种3名角色）；此外在特定店铺内购买CD还可以获得一张人物特典海报，不同店铺对应不同种类海报。

## 榜單成績
在Oricon公信榜3月1日的每日排行中第二名，銷售35,099張，3月5日登上日间第一名的位置。首周销量为96,479张，超过了《我們是合而為一的光芒/Future style》的销量，创下了μ's单曲销量的最高纪录，位列Oricon周榜第二名。

## 收录曲目
括号中的中文翻译仅供参考，并非官方翻译。
| CD       | CD                       | CD       | CD       | CD    |
| 曲序     | 曲目                     | 作曲     | 编曲     | 时长  |
| -------- | ------------------------ | -------- | -------- | ----- |
| 1.       | MOMENT RING              | 高田曉   | 高田曉   | 6:11  |
| 2.       | （向再见告别！）         | 增谷賢   | 增谷賢   | 5:11  |
| 3.       | MOMENT RING（Off Vocal） | 高田曉   | 高田曉   | 6:11  |
| 4.       | （Off Vocal）            |          |          | 5:11  |
| 总时长： | 总时长：                 | 总时长： | 总时长： | 22:44 |